# Белёзоглу, Эмре
Эмре́ Белёзоглу́ (тур. Emre Belözoğlu; род. 7 сентября 1980[…], Стамбул) — турецкий футболист, полузащитник. Выступал за сборную Турции. Включён в список ФИФА 100.

## Личная жизнь
Белезоглу родился 7 сентября 1980 года в Стамбуле. Прадед Эмре — Белез, выходец из дагестанского села Мискинджа, лезгин по национальности. В 18-летнем возрасте Белез после пленения имама Шамиля перебрался в Стамбул, принял османское подданство, поступил на военную службу и вскоре женился.

## Карьера
С 12 лет Эмре занимался в клубе «Зейтинбурнуспор», с 14-ти — в юношеской команде «Галатасарая». Немало для карьеры Эмре сделал тогдашний главный тренер стамбульцев Фатих Терим. В конце сезона 1996/97 при счете 2:2 в матче с «Бешикташем» он выпустил Эмре на замену, и тот забил победный мяч, принеся «Галатасараю» победу и чемпионство. Всего за пять лет Эмре выиграл в составе «Галатасарая» четыре чемпионата страны, три Кубка страны, Кубок УЕФА и Суперкубок УЕФА.
Игроком заинтересовался миланский «Интер» и ряд других клубов. Сезон 2001/02 Белёзоглу начал в Италии. Там он получил прозвище «Босфорский Марадона». Эмре отыграл немало матчей за миланский клуб, выиграл с ним Кубок Италии, в сезоне 2002/03 был признан лучшим футболистом «Интера». В сезоне 2004/05 редко выходил на поле из-за многочисленных травм.
В 2004 году был включён в список ФИФА 100
В 2005 году турок перешёл в «Ньюкасл Юнайтед» за 3,8 миллиона фунтов. Полностью раскрыться в английской команде ему помешали травмы.
Эмре — игрок сборной Турции с 2000 года. Он добился с ней 3-го места на чемпионате мира-2002 в Японии и Корее. Всего за национальную команду провёл более 70 матчей. В 2008 году перед матчем со сборной Бельгии в Стамбуле подрался с лидером казанского «Рубина» Гёкденизом Караденизом.
В Англии Эмре 3 раза обвинялся в расистских высказываниях. После стыковых игр со Швейцарией за право выхода на ЧМ-2006 за драку был дисквалифицирован на 6 матчей. Позже ФИФА сократила срок до 4 матчей. Эмре зарекомендовал себя как чересчур импульсивный игрок.
В июле 2008 года Эмре подписал четырёхлетний контракт с турецким «Фенербахче». Детали контракта не разглашались.
29 мая 2012 года Эмре подписал двухлетний контракт с мадридским «Атлетико». 25 октября 2012 года Эмре забил свой первый гол в составе мадридского «Атлетико».
31 января 2013 года игрок вернулся в «Фенербахче». Контракт подписан до 30 июня 2015 года. Дебютировал за клуб 24 января 2013 года, забив гол с пенальти.
В 2020 году объявил о завершении карьеры.

## Достижения

### Командные
«Галатасарай»
- Чемпион Турции (4): 1996/97, 1997/98, 1998/99, 1999/2000
- Обладатель Кубка Турции (3): 1995/96, 1998/99, 1999/2000
- Обладатель Суперкубка Турции: 1997
- Обладатель Кубка УЕФА: 1999/2000
- Обладатель Суперкубка УЕФА: 2000

«Интер»
- Обладатель Кубка Италии: 2004/05

«Ньюкасл Юнайтед»
- Обладатель Кубка Интертото: 2006

«Фенербахче»
- Чемпион Турции (2): 2010/11, 2013/14
- Обладатель Кубка Турции (2): 2011/12, 2012/13
- Обладатель Суперкубка Турции (2): 2009, 2014

«Атлетико» Мадрид
- Обладатель Кубка Испании: 2012/13[13]
- Обладатель Суперкубка УЕФА: 2012

Сборная Турции
- Бронзовый призёр Чемпионата мира 2002
- Бронзовый призёр Чемпионата Европы 2008

### Личные
- В списке ФИФА 100